# Bahnhof Novéant-sur-Moselle
Der Bahnhof Novéant ist der Bahnhof von Novéant-sur-Moselle in Lothringen und war von 1871 bis 1918 deutscher Grenzbahnhof an der Bahnstrecke Frouard–Novéant – Metz.

## Geschichte
Der Bahnhof war ein Unterwegsbahnhof der Strecke, als diese 1850 als Abzweig der Bahnstrecke Paris–Strasbourg von Nancy aus ihren Betrieb aufnahm. Als nach dem Deutsch-Französischen Krieg mit dem Frieden von Frankfurt die Grenze zwischen Deutschland und Frankreich neu gezogen wurde, war diese hier mit der südlichen Gemarkungsgrenze von Novéant identisch. Der Bahnhof Novéant wurde zum deutschen Grenzbahnhof und gehörte nun zu den Reichseisenbahnen in Elsaß-Lothringen (EL). Sein französisches Pendant jenseits der Grenze war der Bahnhof Pagny-sur-Moselle.:40
Als nach 1918 die Funktion des Grenzbahnhofs entfiel, war die Anlage viel zu groß. Sie gehörte nun zur Administration des chemins de fer d’Alsace et de Lorraine (AL), ab 1938 zur SNCF. 1931 wurde hier die Bahnstrecke Lérouville–Metz angeschlossen. Die deutsche Besatzung nutzte sie während des Zweiten Weltkriegs als Logistik-Stützpunkt. Hier arbeiteten vor 1944 bis zu 200 Besatzer.:42
Heute wird der Bahnhof nur noch im Lokalverkehr bedient.:42
Zwischen 1912 und 1933 hatte die Elektrische Bahn Novéant–Gorze ihren Ausgangspunkt am Bahnhof von Novéant. Die Gleise der einer Überlandstraßenbahn ähnelnden Bahn lagen auf dem Bahnhofsvorplatz, für den Güterverkehr bestand ein gesondertes Verbindungsgleis zu den Gütergleisen des Staatsbahnhofs.

## Anlage
Die ursprüngliche Bahnhofsanlage erwies sich für die in einem Grenzbahnhof unterzubringenden Behörden und das dort zu stationierende Eisenbahnpersonal als viel zu klein und wurde in den folgenden Jahren erweitert. Ab 1874 wurde auch das Empfangsgebäude erweitert.:40 Die Bahnsteigüberdachung war 150 m lang. Im ersten Jahrzehnt des 20. Jahrhunderts erstreckte sich der Bahnhof über 1600 m, hatte 10 Gleise, einen Rundlokschuppen mit Drehscheibe, eine Fahrzeugremise mit zwei Gleisen, einen Wasserturm und eine Entschlackungsgrube. Für den Güterverkehr war eine große Abfertigungshalle errichtet worden. Hier arbeiteten 15 Mann, 16 Beamte waren für den Personenverkehr zuständig und 18 Beamte für den Zoll. Im Personenverkehr wurden jährlich 100.000 bis 150.000 Fahrkarten verkauft.:41

## Empfangsgebäude

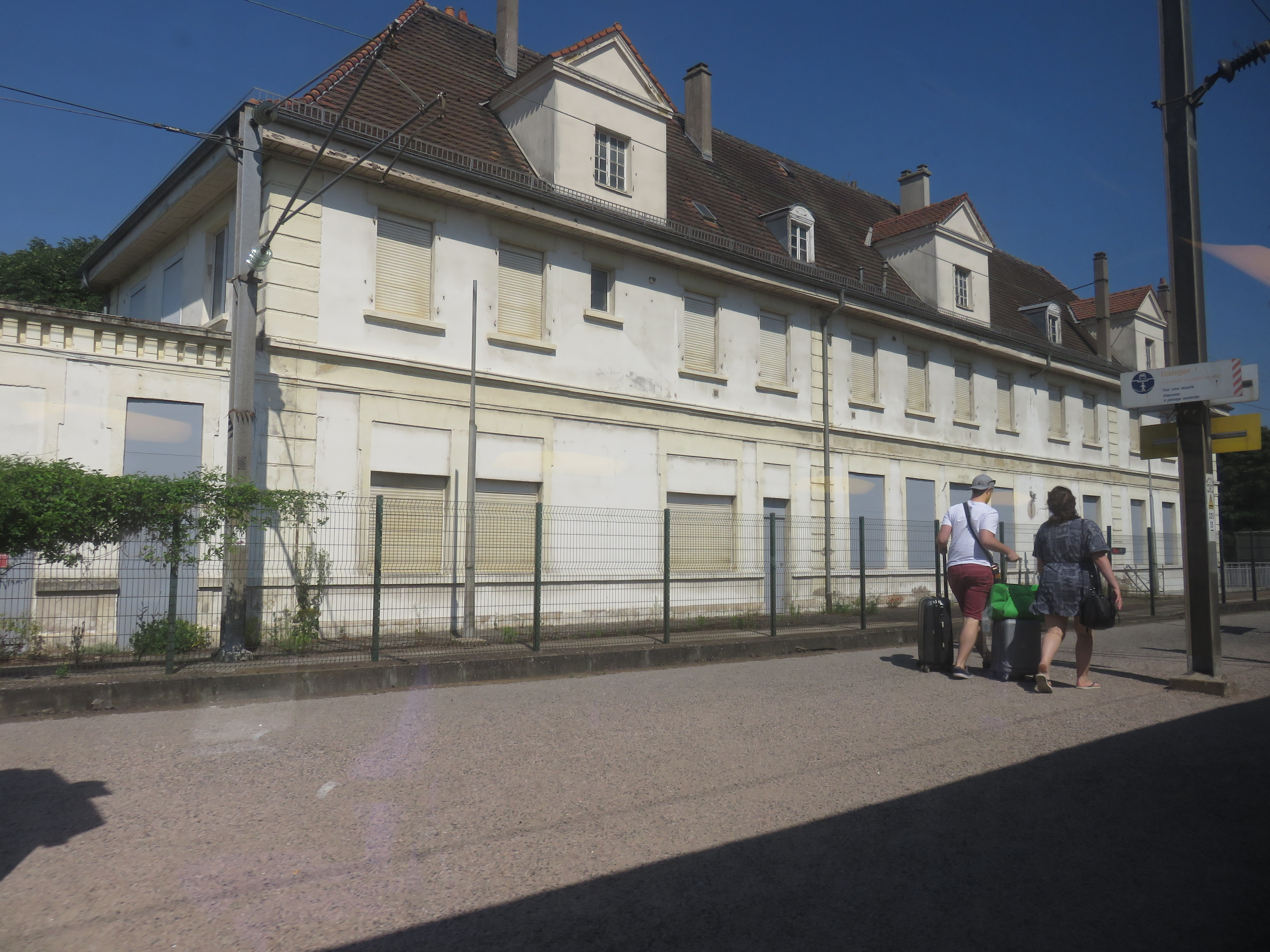
Gleisseite des heute nicht mehr genutzten Empfangsgebäudes

1908 wurde das fast 60 Jahre bestehende und erweiterte Empfangsgebäude abgerissen und durch einen noch größeren, zweistöckigen Neubau ersetzt, der bis heute erhalten ist. Die straßenseitige Fassade dominiert der Eingangs-Portikus mit drei dorischen Säulen, die einen Balkon mit schmiedeeisernem Brüstungsgitter tragen. 1910 wurde bereits eine erneute Erweiterung geplant, die aber vor dem Ausbruch des Ersten Weltkriegs nicht mehr ausgeführt wurde.:41f